# Salvador (Serpa)
Salvador ist eine ehemalige Gemeinde (Freguesia) in der portugiesischen Region Alentejo. Sie war eine Gemeinde des Landkreises (Concelho) von Serpa und hatte 4.359 Einwohner auf einer Fläche von 289 km² (Stand 30. Juni 2011).
Teile des Stadtgebiets von Serpa gehörten zur Gemeinde, darunter Abschnitte der alten Stadtmauer und der außerhalb gelegene Campingplatz.
Neben weiteren Orten und Lokalitäten gehörte auch die bis 1936 eigenständige Gemeinde Santa Iria zu Salvador.
Folgende Orte gehörten zur Gemeinde:
- Monte da Cruz da Cigana
- Monte da Mó
- Monte Fronteira
- Monte Salvado
- Parque de Campismo (Campingplatz)
- Santa Iria
- Serpa
- Vale do Poço

Mit der Gebietsreform vom 29. September 2013 wurden die Gemeinden Salvador und Santa Maria zur neuen Gemeinde União das Freguesias de Serpa (Salvador e Santa Maria) zusammengeschlossen. Salvador wurde Sitz dieser neu gebildeten Gemeinde.